# Сусеев, Аксен Илюмджинович
Аксе́н Илюмджи́нович Сусе́ев (калм. Сусен Аксен, 12 декабря [25 декабря] 1905 года, хутор Атаманский Ново-Алексеевской станицы, область Войска Донского (ныне Зимовниковский район, Ростовская область) — 12 февраля 1995 года, Элиста, Калмыцкая АССР) — народный поэт и общественный деятель Калмыцкой АССР.

## Биография
Аксен Сусеев родился 12 декабря (по новому стилю — 25 декабря) 1905 года на хуторе Атаманский области Войска Донского в семье донского казака. До Октябрьской революции закончил два класса церковно-приходской школы. Лишившись своего отца, с раннего возраста воспитывался в семье дяди. В 1923 году принимал участие в создании комсомольской ячейки в своём хуторе. В 1925 году поступил в начальную школу в Астрахани, после окончания которой окончил Калмыцкий педагогический техникум, получив квалификацию учителя начальных классов. Обучаясь в Астрахани принимал участие вместе с начинающими калмыцким писателем Нимгиром Манджиевым и поэтом Хасыром Сян-Белгином в деятельности первого в истории калмыцкого литературного кружка при газете «Таңгчин зәңг». Этот литературный кружок в 1928 году Аксеном Сусеевым был преобразован в литературную организацию «Калмыцкая Ассоциация пролетарских писателей» при ВОАПП.
В 1928 году Аксен Сусеев был послан Калмыцким обкомом в Москву для установления связи калмыцкой писательской организации с московской писательской организацией. В Москве он повстречался с писателями А. Фадеевым, В. Ставским, А. Сурковым.
В 1929 году Аксен Сусеев был назначен редактором калмыцкой молодёжной газеты газеты «Теегин герл». В этом же году на калмыцком языке вышел первый стихотворный сборник «Стальное сердце».
В 1931 году Аксен Сусеев организовал издание калмыцкой газеты «Улан малч».
С 1932 по 1935 гг. Аксен Сусеев обучался в Институте Востоковедения им. Н. Нариманова при ЦИК СССР. В 1935 году он был послан в Ташкент на преподавательскую деятельность в Средне-Азиатском государственном университете.
В 1938 году окончил аспирантуру при Институте Востоковедения, в котором одновременно преподавал.
После начала Великой Отечественной войны был призван в армию и направлен на службу в Политуправление Забайкальского фронта.
После войны избирался членом горсовета Элисты и Калмыцкого коммунистического облсовета. Неоднократно избирался депутатом Верховного Совета Калмыцкой АССР.

## Творчество
Свои произведения Аксен Сусеев писал на калмыцком языке. В основном его сочинения были посвящены Гражданской войне, героизму советского народа в Великой Отечественной войне, пропаганде советской власти. Аксен Сусеев печатал также многочисленные стихи и общественно-политические статьи в местной калмыцкой периодической печати. Основные произведения Аксен Сусеева были переведены на русский язык.
Перевёл «Коварство и любовь» Фридриха Шиллера на калмыцкий язык.

### Издания
- Болд зүркн (Стальное сердце), Стихи, Элиста, Калмиздат, 1929 г.;
- Бичә март! (Не забудь!) Стихи, Элиста, Калмиздат, 1932 г.;
- Сын степей, Поэма, Элиста, Калмиздат, 1939 г.;
- Кишг хәәлһнд (В поисках счастья), Пьеса, Элиста, Калмиздат, 1940 г.;
- Торскн тег (Родная степь), Стихи, Элиста, Калмиздат, 1941 г.;
- Сын степей, Поэма-трилогия, Элиста, Калмиздат, 1960 г.;
- Навстречу новой жизни, Поэма-трилогия, Элиста, Калмиздат, 1961 г.;
- Дорогой доблести, Поэма-трилогия, Элиста, Калмиздат, 1962 г.;
- Друг мой, не забудь! Стихи и поэмы, Элиста, Калмиздат, 1965 г.;
- Тег-мини төрски экм (Степь, мать моя родная), Поэма-трилогия, 1962—1966;
- Начало пути Эрдни, Повесть, Элиста, Калмиздат, 1973 г.;

## Награды
В 1955 году в связи с пятидесятилетием и за заслуги в развитии калмыцкой литературы был награждён орденом «Знак Почёта».

## Память
Именем Аксёна Сусеева названа улица в Элисте.

## Источник
- Джимгиров М. Э. Писатели Советской Калмыкии. Биобиблиографический справочник. — Элиста, 1966.